# Großmongolei
Der Begriff der Großmongolei bezeichnet:
- das historische Mongolische Reich (Yeke Monggol Ulus)[1]

- im Pan-Mongolismus die Idee eines vereinten Reiches aller asiatischen Völker unter der Führung Japans, begründet durch den russischen Philosophen Wladimir Solowjew[2]

- den 1911 beabsichtigten Zusammenschluss der Inneren Mongolei mit der Äußeren Mongolei als gemeinsamen Staat, dessen Gründung jedoch scheiterte[3]